# Nicolò Agostini
Nicolò Agostini (* 14. Dezember 1991 in Bergamo) ist ein ehemaliger italienischer Grasskiläufer. Er gehörte ab 2007 dem Juniorenkader des Italienischen Wintersportverbandes (FISI) an.

## Karriere
Agostini nahm im Juni 2006 erstmals an FIS-Rennen teil. Bei der Juniorenweltmeisterschaft im Juli desselben Jahres war sein einziges Ergebnis der 26. Rang im Riesenslalom. Seinen ersten Start im Weltcup hatte der Italiener am 21. Juli 2007 im Riesenslalom von Marbachegg, dabei konnte er sich aber nicht für den zweiten Durchgang qualifizieren. Am folgenden Tag holte er mit Rang 28 im Super-G seine ersten Weltcuppunkte. In den Rennen von Forni di Sopra und Rettenbach kam er weitere drei Mal unter die besten 30, womit er in der Saison 2007 den 56. Gesamtrang belegte. Bei der Juniorenweltmeisterschaft 2007 fuhr er auf Platz 18 in der Super-Kombination und auf Rang 22 im Super-G.
Am 6. Juli 2008 erreichte Agostini mit Platz 18 im Slalom von Čenkovice sein bis dahin bestes Weltcupergebnis. Mit weiteren drei Top-30-Platzierungen kam er in der Saison 2008 auf Rang 43 im Gesamtklassement. Sein bestes Resultat bei der Juniorenweltmeisterschaft 2008 in Rieden war der 18. Platz in der Super-Kombination. Im nächsten Jahr erreichte er bei der Junioren-WM 2009 in Horní Lhota lediglich Platz 27 im Slalom und Rang 33 im Super-G. Im Weltcup kam Agostini während der Saison 2009 nur einmal in die Punkteränge, wodurch er in der Gesamtwertung auf Platz 53 zurückfiel. Zweimal punktete er in der Saison 2010. Beim letzten Slalom in Sestriere erreichte er mit dem 16. Platz sein bestes Weltcupergebnis, dennoch kam er im Gesamtweltcup nur auf den 59. Rang. Bei der Juniorenweltmeisterschaft 2010 in Dizin kam Agostini nur im Super-G als 23. ins Ziel. In den anderen drei Bewerben fiel er aus oder wurde er disqualifiziert. Nach 2010 nahm Agostini an keinen Wettkämpfen mehr teil.

## Erfolge

### Juniorenweltmeisterschaften
- Horní Lhota u Ostravy 2006: 26. Riesenslalom
- Welschnofen 2007: 18. Super-Kombination, 22. Super-G
- Rieden 2008: 18. Super-Kombination, 23. Slalom, 29. Super-G
- Horní Lhota u Ostravy 2009: 27. Slalom, 33. Super-G
- Dizin 2010: 23. Super-G

### Weltcup
- Drei Platzierungen unter den besten 20